# Mitchell Park Horticultural Conservatory
Le Mitchell Park Horticultural Conservatory (appelé également The Domes ou Mitchell Park est un jardin botanique situé à Milwaukee dans le Wisconsin (États-Unis).  

## Historique
Le Mitchell Park Horticultural Conservatory date de 1898 et est constitué de trois grands dômes de verre.  

## Description
Le jardin botanique abrite des plantes arides et des cactus, des fleurs et plantes tropicales et présente de nombreuses variétés florales.  L'ensemble est présenté sur 7 étages où sont reconstitués notamment un désert, une forêt tropicale et de nombreuses autres présentations horticoles.